# Колібрі-жарокрил синьоголовий
Колі́брі-жарокри́л синьоголовий (Eupherusa cyanophrys) — вид серпокрильцеподібних птахів родини колібрієвих (Trochilidae). Ендемік Мексики.

## Опис
Довжина птаха становить 10-11 см, вага 4,1-5,2 г. У самців верхня частина тіла смарагдово-зелена, нижня частина тіла світліша, блискучо-зелена, нижні покривні пера хвоста білі. Лоб і передня частина тімені фіолетово-сині, задня частина тімені бірюзова. Крила темні, другорядні махові пера червонувато-бурі. Центральні стернові пера зелені, решта стернових пер білі. Дзьоб прямий, чорний. У самиць верхня частина тіла зелена, за очима білі плями. Скроні темно-сірі. Нижня частина тіла блідо-сіра, крила так ж, як у самців. Крайні стернові пера білі з темно-зеленими краями. Забарвлення молодих птахів є подібне до забарвлення самиць, у молодих птахів нижня частина тіла тьмяно-зелена.

## Поширення і екологія
Синьоголові колібрі-жарокрили мешкають в горах Сьєрра-де-Міаутлан (частина Південної Сьєрра-Мадре) на півдні Мексики, в штаті Оахака. Вони живуть у вологих вічнозелених гірських лісах, в сосново-дубових і широколистяних лісах, в хмарних лісах і на узліссях. Зустрічаються на висоті від 700 до 2600 м над рівнем моря, переважно на висоті до 1800 м над рівнем моря. Живляться нектаром квітучих рослин з родів Inga, Kohleria, Lobelia, Malvaviscus, Manettia, Psittacanthus і Hamelia, а також дрібними безхребетними, яких шукають в усіх ярусах лісу. Сезон розмноження триває з вересня по травень. Гніздо чашоподібне, робиться з моху, встелюється рослинним матеріалом, зовні вкривається лишайником, розміщується на гілках невисоких дерев, на висоті від 1,2 до 6 м над землею. У кладці 2 яйця.

## Збереження
МСОП класифікує цей вид як такий, що перебуває під загрозою зникнення. За оцінками дослідників, популяція синьоголових колібрі-жарокрилів становить від 1000 до 2500 птахів. Їм загрожує знищення природного середовища.